# República Dominicana nos Jogos Pan-Americanos
A participação da República Dominicana nos Jogos Pan-Americanos se deu a partir da segunda edição do evento, em 1955, na Cidade do México, México. A nação também já foi sede do evento uma vez: a décima quarta edição dos Pan-Americanos foi realizada na cidade de Santo Domingo entre os dias 23 de julho e 8 de agosto de 2003.

## Quadro de medalhas
| Ano   | Sede             | Gold | Silver | Bronze | Total |
| ----- | ---------------- | ---- | ------ | ------ | ----- |
| 1955  | Cidade do México | 1    | 0      | 1      | 2     |
| 1959  | Chicago          | 0    | 0      | 0      | 0     |
| 1971  | Cáli             | 0    | 0      | 0      | 0     |
| 1975  | Cidade do México | 0    | 1      | 7      | 8     |
| 1979  | San Juan         | 0    | 5      | 10     | 15    |
| 1983  | Caracas          | 0    | 7      | 7      | 14    |
| 1987  | Indianápolis     | 0    | 3      | 9      | 12    |
| 1991  | Havana           | 0    | 5      | 4      | 9     |
| 1995  | Mar del Plata    | 1    | 1      | 5      | 7     |
| 1999  | Winnipeg         | 1    | 3      | 6      | 10    |
| 2003  | Santo Domingo    | 10   | 12     | 19     | 41    |
| 2007  | Rio de Janeiro   | 6    | 6      | 17     | 29    |
| 2011  | Guadalajara      | 7    | 9      | 17     | 33    |
| 2015  | Toronto          | 3    | 11     | 10     | 24    |
| Total | Total            | 26   | 52     | 102    | 204   |